# Președinții Partidului Național Liberal
Aceasta este o listă cu toți președinții Partidului Național Liberal (PNL).

## Lista președințilorPartidul Național Liberal (1990-prezent)
Partidul Național Liberal (PNL) a fost reînființat în 1990, după Revoluția Română din 1989.
| Nr. | Imagine       | Nume (născut–decedat)                 | Începutul mandatului | Sfârșitul mandatului | Durata mandatului         | Funcții ocupate |
| --- | ------------- | ------------------------------------- | -------------------- | -------------------- | ------------------------- | --- |
| 1   |               | Radu Câmpeanu (1922–2016)             | 15 ianuarie 1990     | 28 februarie 1993    | 3 ani, 1 lună și 13 zile  | Vicepreședinte al CPUN Senator român (1990-1992, 2004-2008) |
| 2   |               | Mircea Ionescu-Quintus (1917–2017)    | 28 februarie 1993    | 18 februarie 2001    | 7 ani, 11 luni și 21 zile | Ministru (1991-1992) Președintele Senatului (2000) Senator român (1996-2000, 2004-2008) |
| 3   |               | Valeriu Stoica (n. 1953)              | 18 februarie 2001    | 24 august 2002       | 1 an, 6 luni și 6 zile    | Ministru (1998) Deputat român (1997-2003) |
| 4   |               | Theodor Stolojan (n. 1943)            | 24 august 2002       | 2 octombrie 2004     | 2 ani, 1 lună și 8 zile   | Ministru (1990-1991) Prim-ministrul României (1991-1992) Europarlamentar (2007-2019) |
| 5   |               | Călin Popescu-Tăriceanu (n. 1952)     | 2 octombrie 2004     | 20 martie 2009       | 4 ani, 5 luni și 18 zile  | Deputat român (1990-1992, 1996-2012) Ministru (1996-1997) Prim-ministrul României (2004-2008) Senator român (2012-2020) Președintele Senatului (2014-2019)                                                                                   |
| 6   |               | Crin Antonescu (n. 1959)              | 20 martie 2009       | 2 iunie 2014         | 5 ani, 2 luni și 13 zile  | Deputat român (2000-2008) Senator român (2008-2016) Președinte României (2012) Președintele Senatului (2012-2014) |
| 7   |               | Klaus Iohannis (n. 1959)              | 2 iunie 2014         | 18 decembrie 2014    | 6 luni și 16 zile         | Primarul Sibiului (2000-2014) Președintele României (2014-2025) |
| 8   |               | Vasile Blaga (n. 1956)                | 18 decembrie 2014    | 28 septembrie 2016   | 1 an, 9 luni și 10 zile   | Deputat român (1990-1992) Prefect al județului Bihor (1992-1993) Ministru (2004-2007, 2009-2010) Președintele Senatului (2011-2012) Europarlamentar (2019-2024) Senator român (1996-2001, 2004-2017, 2024-)                                  |
| 8   |               | Alina Gorghiu (n. 1978)               | 18 decembrie 2014    | 12 decembrie 2016    | 1 an, 11 luni și 24 zile  | Senator român (2016-2024) Președintele Senatului (2022-2023) Ministru (2023-2024) Deputat român (2008-2016,2024-) |
| (–) |               | Raluca Turcan (interimar) (n. 1976)   | 13 decembrie 2016    | 17 iunie 2017        | 6 luni și 4 zile          | Ministru (2019-2021, 2023-2024) Deputat român (2004-) |
| 9   | Ludovic Orban | Ludovic Orban (n. 1963)               | 17 iunie 2017        | 25 septembrie 2021   | 4 ani, 3 luni și 8 zile   | Ministru (2007-2008) Prim-ministrul României (2019-2020) Președintele Camerei Deputaților (2022-2023) Deputat român (2008-2024) |
| 10  | Florin Cîțu   | Florin Cîțu (n. 1972)                 | 25 septembrie 2021   | 2 aprilie 2022       | 6 luni și 8 zile          | Ministru (2019-2021) Prim-ministrul României (2020-2021) Președintele Senatului (2021-2022) Senator român (2016-2024) |
| (–) |               | Gheorghe Flutur (interimar) (n. 1960) | 2 aprilie 2022       | 10 aprilie 2022      | 8 zile                    | Ministru (2004-2006) Președintele consiliului județean Suceava (2008-2012, 2016-2024) Senator român (2000-2008, 2012-2016) |
| 11  |               | Nicolae Ciucă (n. 1967)               | 10 aprilie 2022      | 25 noiembrie 2024    | 2 ani, 7 luni și 15 zile  | Șef al Statului Major General (2015-2019) Ministru (2019-2021) Prim-ministrul României (2020, 2021-2023) Senator român (2020-2024) Președintele Senatului (2023-2024)                                                                        |
| (–) |               | Ilie Bolojan (interimar) (n. 1969)    | 25 noiembrie 2024    | 12 februarie 2025    | 2 luni și 18 zile         | Consilier județean Bihor (2004-2005) Prefect al județului Bihor (2005-2007) Primarul Oradei (2008-2020) Președintele consiliului județean Bihor (2020-2024) Senator român (2024-) Președinte României (2025) Prim-ministrul României (2025-) |
| (–) |               | Cătălin Predoiu (interimar) (n. 1968) | 12 februarie 2025    | 26 mai 2025          | 3 luni și 14 zile         | Deputat român (2016-2024) Ministru (2008-2012, 2019-2020, 2021-2023, 2024-) Prim-ministrul interimar (2012, 2023, 2025) Senator român (2024-)                                                                                                |
| (–) |               | Ilie Bolojan (interimar) (n. 1969)    | 26 mai 2025          | prezent              | 2 luni și 20 zile         | Consilier județean Bihor (2004-2005) Prefect al județului Bihor (2005-2007) Primarul Oradei (2008-2020) Președintele consiliului județean Bihor (2020-2024) Senator român (2024-) Președinte României (2025) Prim-ministrul României (2025-) |

## Lista președințilorPartidul Național Liberal (1875–1947)
În 1947, odată cu instaurarea Republicii Socialiste România, toate partidele au fost scoase în afara legii, cu excepția Partidului Comunist Român (PCR).
| Nr. | Imagine | Nume născut–decedat                   | Începutul mandatului | Sfârșitul mandatului | Durata mandatului          | Funcții ocupate                                |
| --- | ------- | ------------------------------------- | -------------------- | -------------------- | -------------------------- | ---------------------------------------------- |
| 1   |         | Ion C. Brătianu (1821–1891)           | 24 mai 1875          | 4 mai 1891           | 15 ani, 11 luni și 10 zile | Deputat Ministru Prim-ministru                 |
| 2   |         | Dumitru Brătianu (1818–1892)          | 21 mai 1891          | 8 iunie 1892         | 1 an și 18 zile            | Deputat Primar al Bucureștiului                |
| 3   |         | Dimitrie A. Sturdza (1833–1914)       | 20 noiembrie 1892    | 10 ianuarie 1909     | 16 ani, 1 lună și 20 zile  | Deputat Prim-ministru                          |
| 4   |         | Ion I. C. Brătianu (1864–1927)        | 11 ianuarie 1909     | 24 noiembrie 1927    | 18 ani, 10 luni și 13 zile | Deputat Prim-ministru                          |
| 5   |         | Vintilă I. C. Brătianu(1867–1930)     | 24 noiembrie 1927    | 21 decembrie 1930    | 3 ani și 27 zile           | Primar al Bucureștiului Prim-ministru Ministru |
| 6   |         | Ion Gheorghe Duca (1879–1933)         | 28 decembrie 1930    | 29 decembrie 1933    | 3 ani și 1 zi              | Prim-ministru Deputat                          |
| 7   |         | Constantin I. C. Brătianu (1866–1950) | 4 ianuarie 1934      | noiembrie 1947       | 13 ani, 315 zile           | Deputat Senator Ministru                       |